# The Paul Simon Songbook
The Paul Simon Songbook ist das erste Solo-Album des US-amerikanischen Musikers Paul Simon. Es erschien 1965, zunächst nur auf dem britischen Markt. Es enthält Kompositionen Simons, von denen die meisten später durch Simon & Garfunkel bekannt wurden.

## Entstehungsgeschichte
Nachdem das erste Album des Duos Simon & Garfunkel, Wednesday Morning, 3 A.M., zunächst kein großer kommerzieller Erfolg war, reiste Paul Simon nach England, wo er überwiegend allein auftrat. Als die Single The Sound of Silence überraschend den ersten Platz der Charts erreichte, war die Nachfrage nach einem weiteren Album groß. Simon & Garfunkel waren zu dieser Zeit bereits bei Columbia Records unter Vertrag, weshalb Simon das Angebot erhielt, bei CBS Records, dem britischen Ableger des Labels, ein Solo-Album herauszubringen, für das er schließlich 12 Titel aufnahm. Als Single wurde das Lied I Am a Rock ausgekoppelt, begleitet von der B-Seite Leaves That Are Green. Weder die Single noch das Album waren kommerziell sehr erfolgreich; I Am a Rock wurde erst später in der Version von Simon & Garfunkel zum internationalen Hit.
2004 wurde eine CD-Fassung der Originalaufnahmen einschließlich zweier Bonus-Tracks veröffentlicht.

## Titelliste
1. I Am a Rock – 2:52
2. Leaves That Are Green – 2:41
3. A Church Is Burning – 3:38
4. April Come She Will – 1:55
5. The Sound of Silence – 3:19
6. A Most Peculiar Man – 2:26
7. He Was My Brother – 2:58
8. Kathy’s Song – 3:42
9. The Side of a Hill – 2:28
10. A Simple Desultory Philippic (or How I Was Robert McNamara’d into Submission) – 2:25
11. Flowers Never Bend with the Rainfall – 2:27
12. Patterns – 3:13

Alle Lieder komponierte Paul Simon – He Was My Brother und The Side of a Hill allerdings unter dem Pseudonym „Paul Kane“.
Die 2004 erschienene CD-Neuveröffentlichung enthielt die beiden Bonus-Tracks:
1. I Am a Rock (alternate version) – 2:44
2. A Church Is Burning (alternate version) – 3:10

## Weitere Verwendung
Neben The Sound of Silence war bereits He Was My Brother auf dem Album Wednesday Morning, 3 A.M. erschienen. Die meisten anderen Lieder nahmen Simon & Garfunkel später noch einmal gemeinsam auf: I Am a Rock, Leaves That Are Green, April Come She Will, A Most Peculiar Man und Kathy’s Song für Sounds of Silence und A Simple Desultory Philippic, Flowers Never Bend with the Rainfall und Patterns für das zwei Jahre später veröffentlichte Parsley, Sage, Rosemary and Thyme.
Das Lied The Side of a Hill wurde später von Simon & Garfunkel neu arrangiert und als Kontrapunkt zu dem englischen Volkslied Scarborough Fair verwendet, das den Titelsong für Parsley, Sage, Rosemary and Thyme bildete.
Alle Lieder wurden mit Art Garfunkels Begleitung aufgenommen, außer Kathy’s Song und A Simple Desultory Philippic, die Simons Solo-Lieder blieben, sowie April Come She Will, von dem Garfunkel eine Solo-Version aufnahm.
A Church Is Burning erschien als einziges Lied auf keinem der Simon-&-Garfunkel-Studioalben, wurde von ihnen aber bei Konzerten gesungen und findet sich so auf dem Livealbum Live from New York City 1967.